# Buettneria maculiceps
Buettneria maculiceps  es una especie de insecto descrita por Karsch en 1889. Es la única especie del género Buettneria, de la familia Tettigoniidae. Ninguna subespecie se enumera en Catalogue of Life.